# Oalex Anderson
Oalex "Bounty" Anderson (Barrouallie, San Vicente y las Granadinas, 11 de noviembre de 1995) es un futbolista profesional sanvicentino que juega como delantero en el North Carolina FC en la USL Championship de los Estados Unidos. Anderson es conocido por el apodo de "Bounty" por su prolífica anotación de goles. Es internacional con la selección de fútbol de San Vicente y las Granadinas.

## Carrera

### Clubes
Anderson ha jugado para System 3 FC de la NLA Premier League, el nivel más alto de fútbol en San Vicente y las Granadinas. Anderson fue el máximo anotador de la liga en la temporada 2013/2014. En septiembre de 2014, System 3 prestó a Anderson a Grenades FC de la Primera División de Antigua y Barbuda, junto con su compañero de equipo nacional Kevin Francis, en contratos de 6 meses. Solo unos días después, Anderson anotó su primer gol para el club el 27 de septiembre de 2014 en una victoria de liga por 6-3 sobre Old Road FC en su debut en la liga. Durante su tiempo con el club, Anderson apareció en 18 partidos, terminando segundo en la liga con 12 goles.
Anderson se unió al club Seattle Sounders FC 2 de la USL, del cual su compatriota sanvicentino Ezra Hendrickson fue entrenador, en marzo de 2015. Hizo su debut con el club el 11 de abril de 2015, en una victoria por 2-1 sobre Portland Timbers 2 como suplente en el minuto 82 de Aaron Kovar. El marcador estaba empatado 1-1 cuando hizo su entrada, pero minutos después, fue derribado en el área por un penalti que Pablo Rossi convirtió para darle la victoria a S2. Anderson anotó su primer gol para el club el 15 de mayo de 2015, el gol de la victoria por 3-1 sobre Oklahoma City Energy. El 12 de julio de 2015, Anderson anotó su primer doblete para el club antes de salir por una lesión a los 30 minutos cuando los Sounders 2 venció a Arizona United, 4-0. El primer gol de Anderson en el minuto 2 fue, en ese momento, el gol más rápido en la historia del club. Por sus esfuerzos, Anderson fue incluido en el Equipo de la semana de la USL.
El 4 de diciembre de 2015, se anunció que Anderson regresaría a S2 para la temporada 2016 de la USL, junto con su compañero de equipo internacional Myron Samuel. El 1 de marzo de 2016 se anunció que Anderson había sido fichado por el Seattle Sounders FC de la Major League Soccer. Ese año el club ganó su primera Copa MLS. Después de la temporada 2016, se anunció que el club no extendería el contrato de Anderson.
Después de una pausa de cuatro años debido a una lesión grave, Anderson firmó con los Richmond Kickers el 31 de agosto de 2020.
Anderson firmó con North Carolina FC el 18 de enero de 2022.
| Equipo                       | País                         | Años          |
| ---------------------------- | ---------------------------- | ------------- |
| System 3 FC                  | San Vicente y las Granadinas | 2013-2015     |
| Grenades FC                  | Antigua y Barbuda            | 2014-2015     |
| Tacoma Defiance 2            | Estados Unidos               | 2015          |
| Tacoma Defiance              | Estados Unidos               | 2016          |
| Tacoma Defiance 2            | Estados Unidos               | 2016          |
| System 3 FC                  | San Vicente y las Granadinas | 2019-2020     |
| Richmond Kickers             | Estados Unidos               | 2020-2021     |
| North Carolina Football Club | Estados Unidos               | 2022-presente |

### Selección nacional
Anderson hizo su debut internacional el 2 de febrero de 2014 en un amistoso contra Dominica. Después de un buen comienzo en su carrera internacional, Anderson fue incluido en el equipo para el Torneo de las Islas de Barlovento 2014 y la clasificación para la Copa del Caribe 2014. Anderson anotó dos goles durante el Torneo de las Islas de Barlovento y cinco durante la clasificación para la Copa del Caribe antes de que su selección fuera eliminada, lo que lo colocó entre los máximos goleadores durante la clasificación. 
En mayo de 2015, Anderson fue convocado para dos partidos Sub-23 contra Dominica en la clasificación para el Campeonato de Clasificación Olímpica Masculina de CONCACAF 2015 y dos partidos con la selección absoluta contra Guyana como parte de su primera ronda de clasificación para la Copa Mundial de la FIFA 2018.  Anderson anotó un gol y fue nombrado capitán del equipo para el partido inaugural sub-23 cuando su selección ganó 2-0. Anderson anotó nuevamente en el segundo partido, una victoria por 3-0, enviando a su equipo a la siguiente ronda de clasificación. Anderson fue convocado nuevamente al equipo Sub-23 en agosto de 2015 para los partidos contra Haití en la ronda final de clasificación.
| Partidos y goles internacionales                                 | Partidos y goles internacionales | Partidos y goles internacionales                                 | Partidos y goles internacionales | Partidos y goles internacionales | Partidos y goles internacionales                                 | Partidos y goles internacionales |
| #                                                                | Fecha                            | Sede                                                             | Oponente                         | Resultado†                       | Competición                                                      | Gol                              |
| 2014                                                             | 2014                             | 2014                                                             | 2014                             | 2014                             | 2014                                                             | 2014                             |
| ---------------------------------------------------------------- | -------------------------------- | ---------------------------------------------------------------- | -------------------------------- | -------------------------------- | ---------------------------------------------------------------- | -------------------------------- |
| 1                                                                | 7 de febrero                     | Sion Hill Playing Field, Kingstown, San Vicente y las Granadinas | Dominica                         | 3–2                              | Amistoso                                                         |                                  |
| 2                                                                | 9 de febrero                     | Sion Hill Playing Field, Kingstown, San Vicente y las Granadinas | Dominica                         | 0–0                              | Amistoso                                                         |                                  |
| 3                                                                | 30 de abril                      | Windsor Park, Roseau, Dominica                                   | Granada                          | 0–0                              | Torneo de las Islas Barlovento 2014                              |                                  |
| 4                                                                | 2 de mayo                        | Windsor Park, Roseau, Dominica                                   | Dominica                         | 3–2                              | Torneo de las Islas Barlovento 2014                              | 2 (2)                            |
| 5                                                                | 4 de mayo                        | Windsor Park, Roseau, Dominica                                   | Santa Lucía                      | 0–0                              | Torneo de las Islas Barlovento 2014                              |                                  |
| 6                                                                | 3 de septiembre                  | Antigua Recreation Ground, St. John's, Antigua y Barbuda         | República Dominicana             | 1–0                              | Copa del Caribe de 2014                                          | 1 (3)                            |
| 7                                                                | 5 de septiembre                  | Antigua Recreation Ground, St. John's, Antigua y Barbuda         | Anguila                          | 4–0                              | Copa del Caribe de 2014                                          | 2 (5)                            |
| 8                                                                | 7 de septiembre                  | Antigua Recreation Ground, St. John's, Antigua y Barbuda         | Antigua y Barbuda                | 1–2                              | Copa del Caribe de 2014                                          |                                  |
| 9                                                                | 8 de octubre                     | Estadio René Serge Nabajoth, Les Abymes, Guadalupe               | Guadalupe                        | 1–3                              | Copa del Caribe de 2014                                          |                                  |
| 10                                                               | 10 de octubre                    | Estadio René Serge Nabajoth, Les Abymes, Guadalupe               | Curazao                          | 1–0                              | Copa del Caribe de 2014                                          | 1 (6)                            |
| 11                                                               | 12 de octubre                    | Estadio René Serge Nabajoth, Les Abymes, Guadalupe               | Martinica                        | 3–4                              | Copa del Caribe de 2014                                          | 1 (7)                            |
| 2015                                                             |                                  |                                                                  |                                  |                                  |                                                                  |                                  |
| 12                                                               | 6 de marzo                       | Barbados National Stadium, St. Michael, Barbados                 | Barbados                         | 1–3                              | Amistoso                                                         |                                  |
| 13                                                               | 8 de marzo                       | Barbados National Stadium, St. Michael, Barbados                 | Barbados                         | 2–2                              | Amistoso                                                         |                                  |
| 14                                                               | 10 de junio                      | Arnos Vale Stadium, Kingstown, San Vicente y las Granadinas      | Guyana                           | 2–2                              | Clasificación de Concacaf para la Copa Mundial de Fútbol de 2018 |                                  |
| 15                                                               | 14 de junio                      | Providence Stadium, Providence, Guyana                           | Guyana                           | 4–4                              | Clasificación de Concacaf para la Copa Mundial de Fútbol de 2018 | 1 (8)                            |
| 16                                                               | 28 de agosto                     | Arnos Vale Stadium, Kingstown, San Vicente y las Granadinas      | Barbados                         | 2–2                              | Amistoso                                                         |                                  |
| 17                                                               | 4 de septiembre                  | Arnos Vale Stadium, Kingstown, San Vicente y las Granadinas      | Aruba                            | 2–0                              | Clasificación de Concacaf para la Copa Mundial de Fútbol de 2018 | 1 (9)                            |
| 18                                                               | 8 de septiembre                  | Estadio Guillermo Próspero Trinidad, Oranjestad, Aruba           | Aruba                            | 1–2                              | Clasificación de Concacaf para la Copa Mundial de Fútbol de 2018 |                                  |
| 19                                                               | 13 de noviembre                  | Busch Stadium, St. Louis, Estados Unidos                         | Estados Unidos                   | 1–6                              | Clasificación de Concacaf para la Copa Mundial de Fútbol de 2018 | 1 (10)                           |
| 20                                                               | 17 de noviembre                  | Arnos Vale Stadium, Kingstown, San Vicente y las Granadinas      | Guatemala                        | 0–4                              | Clasificación de Concacaf para la Copa Mundial de Fútbol de 2018 |                                  |
| 2016                                                             |                                  |                                                                  |                                  |                                  |                                                                  |                                  |
| 21                                                               | 25 de marzo                      | Arnos Vale Stadium, Kingstown, San Vicente y las Granadinas      | Trinidad y Tobago                | 2–3                              | Clasificación de Concacaf para la Copa Mundial de Fútbol de 2018 |                                  |
| 22                                                               | 29 de marzo                      | Hasely Crawford Stadium, Puerto España, Trinidad y Tobago        | Trinidad y Tobago                | 0–6                              | Clasificación de Concacaf para la Copa Mundial de Fútbol de 2018 |                                  |
| 23                                                               | 2 de septiembre                  | Arnos Vale Stadium, Kingstown, San Vicente y las Granadinas      | Estados Unidos                   | 0–6                              | Clasificación de Concacaf para la Copa Mundial de Fútbol de 2018 |                                  |
| 24                                                               | 6 de septiembre                  | Estadio Doroteo Guamuch Flores, Ciudad de Guatemala, Guatemala   | Guatemala                        | 3–9                              | Clasificación de Concacaf para la Copa Mundial de Fútbol de 2018 | 2 (12)                           |
| 2019                                                             |                                  |                                                                  |                                  |                                  |                                                                  |                                  |
| 25                                                               | 5 de septiembre                  | Estadio Nacional de Fútbol de Nicaragua, Managua, Nicaragua      | Nicaragua                        | 1–1                              | Liga B de la Liga de Naciones de la Concacaf 2019-20             | 1 (13)                           |
| 26                                                               | 11 de octubre                    | Arnos Vale Stadium, Kingstown, Saint Vincent and the Grenadines  | Surinam                          | 2–2                              | Liga B de la Liga de Naciones de la Concacaf 2019-20             |                                  |
| 27                                                               | 14 de octubre                    | André Kamperveen Stadion, Paramaribo, Surinam                    | Surinam                          | 1–0                              | Liga B de la Liga de Naciones de la Concacaf 2019-20             |                                  |
| 28                                                               | 15 de noviembre                  | Arnos Vale Stadium, Kingstown, San Vicente y las Granadinas      | Nicaragua                        | 1–0                              | Liga B de la Liga de Naciones de la Concacaf 2019-20             |                                  |
| 2021                                                             |                                  |                                                                  |                                  |                                  |                                                                  |                                  |
| 29                                                               | 25 de marzo                      | Stadion Dr. Antoine Maduro, Willemstad, Curazao                  | Curazao                          | 0–5                              | Clasificación de Concacaf para la Copa Mundial de Fútbol de 2022 |                                  |
| 30                                                               | 30 de marzo                      | Estadio Ergilio Hato, Willemstad, Curazao                        | Islas Vírgenes Británicas        | 3–0                              | Clasificación de Concacaf para la Copa Mundial de Fútbol de 2022 | 1 (14)                           |
| 2022                                                             |                                  |                                                                  |                                  |                                  |                                                                  |                                  |
| 31                                                               | 6 de junio                       | Arnos Vale Stadium, Kingstown, San Vicente y las Granadinas      | Nicaragua                        | 2–2                              | Liga B de la Liga de Naciones de la Concacaf 2022-23             | 1 (15)                           |
| †Los goles de San Vicente y las Granadinas son listados primero. |                                  |                                                                  |                                  |                                  |                                                                  |                                  |

## Logros
- Bota de oro de la Premier League de la NLA 2013-14[3]
- Bota de Oro de la Primera División de Antigua y Barbuda: Subcampeón 2014-15[6]
- Copa MLS de la Major League Soccer 2016